# Xoconostle
Xoconostle är en ort i Mexiko.   Den ligger i kommunen Valparaíso och delstaten Zacatecas, i den centrala delen av landet, 600 km nordväst om huvudstaden Mexico City. Xoconostle ligger 2 011 meter över havet och antalet invånare är 377.
Terrängen runt Xoconostle är kuperad söderut, men norrut är den platt. Runt Xoconostle är det mycket glesbefolkat, med 5 invånare per kvadratkilometer. Närmaste större samhälle är Valparaíso, 14,4 km väster om Xoconostle. Trakten runt Xoconostle består i huvudsak av gräsmarker.